# Sobiekursk
Sobiekursk – wieś sołecka w Polsce położona w województwie mazowieckim, w powiecie otwockim, w gminie Karczew.
Wieś szlachecka Sobiekursko położona była w drugiej połowie XVI wieku w powiecie czerskim  ziemi czerskiej województwa mazowieckiego. W latach 1975–1998 miejscowość administracyjnie należała do województwa warszawskiego.
W Sobiekursku znajduje się kaplica MB Częstochowskiej – filia parafii św. Jana Chrzciciela w Warszawicach, szkoła podstawowa, plac zabaw, orlik i ośrodek zdrowia.
Sobiekursk powstał jeszcze w średniowieczu. Jego pierwszymi właścicielami byli członkowie szlacheckiego rodu Sobiekurskich. Jednymi z pierwszych znanych Sobiekurskich byli Jan i Sandko, zapewne bracia, pierwszy był podkomorzym warszawskim i marszałkiem książęcym, drugi chorążym czerskim. Później, w połowie XVI wieku wzmiankowany jest właściciel Sobiekurska – Wawrzyniec, który ożenił się z Elżbietą z Duckich. Jego sukcesorami byli zapewne Piotr i Jan. W późniejszych czasach wieś przeszła w ręce Bielawskich, a w XVII – Bielińskich. Po upadku Bielińskich, w latach 20. XIX wieku Sobiekursk stał się własnością Hipolita Wilsona, następnie Jana Stalkowskiego (1800–1853), po nim jego zięć, Maksymilian Zawadzki. W tamtym czasie dobra sobiekurskie obejmowały także Piotrowice, Łukówiec, Tabor i Podbiel. W 1885 roku we wsi żyło 13 gospodarzy na 25 morgach ziemi, folwark obejmował natomiast 765 mórg pól i ogrodów, 162 morgi łąk, 120 mórg pastwisk i 113 mórg lasów.
Po śmierci Maksymiliana Zawadzkiego majątek przeszedł w ręce jego syna Józefa, który zmarł w latach 20. XX wieku. Dobra sobiekurskie odziedziczyły dzieci Józefa, najpierw Roman, następnie Jerzy. Trzeci z braci, Aleksander stał się dzierżawcą majątku Glinki, siostrze Annie przypadły natomiast Stawiszcze.